# Parc Nacional del Sangay
El Parc Nacional de Sangay (en espanyol: Parque Nacional de Sangay) és un parc nacional situat a les províncies de Morona-Santiago, Chimborazo i Tungurahua de l'Equador. El parc conté dos volcans actius, el Tungurahua i Sangay i els ecosistemes que van des de selves tropicals fins a les glaceres.
El parc ha estat declarat Patrimoni de la Humanitat per la UNESCO des del 1983. El 1992, es va afegir a la Llista del Patrimoni Mundial en Perill a causa de la caça furtiva, la pastura extensiva, la construcció de carreteres no planificades i la invasió del perímetre del parc. Va ser eliminat de la llista de la UNESCO de llocs en perill d'extinció el 2005.
El Parc Nacional és un important refugi per a espècies rares dels Andes, com el tapir de muntanya i ossos d'antifaç. Especialment per al tapir de muntanya, el parc és un dels bastions més importants. Les espècies típiques de les zones subalpines i alpines són els tapirs andins, pumes i guineu andina. Als boscos baixos, viuen els ossos d'antifaç, llúdries gegants, jaguars, ocelots, gat margay, tapirs brasilers, cérvol de Virgínia (Odocoileus virginianus clavium), petits cérvols vermells i pudus. Hi ha al voltant de 300-400 espècies d'aus que habiten al parc.